# Rășcani (gmina Dănești)
Rășcani – wieś w Rumunii, w okręgu Vaslui, w gminie Dănești. W 2011 roku liczyła 107 mieszkańców.